# Leatherwolf
Leatherwolf est un groupe américain de heavy metal, originaire de Huntington Beach, en Californie. Le groupe se sépare en 1992, mais se reforme en 1999. Le groupe est également surnommé « Triple Axe Attack » pour avoir été le pionnier de l'utilisation d'un line-up à trois guitares dans le heavy metal.
Composé du chanteur Keith Adamiak, des guitaristes Rob Math et Geoff Gayer, du bassiste Paul Carman et du batteur Dean Roberts, le groupe compte cinq albums studio. Leatherwolf a connu de nombreux changements de line-up au cours de son existence. Aucun membre n'est resté constant tout au long de son existence, mais plusieurs anciens membres sont revenus à des moments différents. Le groupe continue de se produire en concert mais n'a pas sorti d'album studio depuis l'album New World Asylum sorti en 2007.

## Histoire

### Première période
Formé au début des années 1980, Leatherwolf, alors adolescent, émerge sur la scène de la Californie du Sud, partageant l'affiche avec d'autres groupes de metal de l'OC tels que Metallica, Witch et Slayer dans des salles comme le Woodstock et le Radio City. Leatherwolf attire rapidement l'attention du label indépendant Tropical Records, affilié à Enigma Records, qui finance l'EP éponyme de cinq chansons de 1984, produit par Randy Burns. Le label allemand Steamhammer/SPV sort l'EP, transformé en album à part entière, en 1985, sous le titre Leatherwolf, tandis que Heavy Metal America, qui détient les droits pour la Grande-Bretagne, le publie sous le titre Endangered Species, ainsi nommé d'après l'une des chansons de l'album.
En 1986, Matt Hurich quitte le groupe pour rejoindre Stryper et est remplacé par Paul Carman, anciennement de Black Sheep. Le groupe signe un nouveau contrat avec Island Records et sort en 1987 l'album Leatherwolf, au titre déroutant et produit par Kevin Beamish. Une vidéo du premier single, The Calling, est diffusée sur MTV. Il est suivi d'un autre single, Cry Out, avec une reprise de Bad Moon Rising de Creedence Clearwater Revival sur la face B.
Pour l'album Street Ready de 1989, enregistré aux Bahamas, le groupe garde Beamish comme producteur, mais demande à l'expatrié allemand Michael Wagener de s'occuper du mixage. Bien que le premier single/vidéo soit la ballade semi-puissante Hideaway. Street Ready voit le groupe faire un pas en arrière vers ses racines plus métalliques avec des chansons telles que l'ouverture Wicked Ways, Too Much, et surtout le tour de force entièrement instrumental, Black Knight. Leatherwolf fait enfin ses débuts sur scène en Europe au printemps 1989 avec une apparition à l'Aardschokdag aux Pays-Bas et des premières parties pour les Japonais de Bow Wow et les métalleux allemands de Zed Yago.

### Deuxième période
Ce n'est qu'en 1999 que la formation classique de Leatherwolf réapparaît lors d'un célèbre concert de retrouvailles au Galaxy Theater de Santa Ana, en Californie, documenté sur l'album Wide Open live qui comprend 14 des meilleures chansons du groupe ainsi qu'une reprise de Break on Through des Doors. Leatherwolf fait également son retour en Europe avec un concert exclusif au festival Wacken Open Air en Allemagne la même année. Les activités ultérieures restent rares et Michael Olivieri annonce son départ au printemps 2003 après avoir assuré la première partie d'Halford au Grove d'Anaheim, en Californie. Après avoir auditionné plusieurs chanteurs, le groupe enregistre une démo de trois chansons composée de Disconnect, Behind the Gun et Burned (plus tard renommée The Grail) avec Jeff Martin de Racer X. Martin finit par refuser de rejoindre le groupe à plein temps et les seuls survivants, Geoff Gayer et Dean Roberts, reprennent les recherches et sont finalement présentés à Wade Black (Crimson Glory, Leash Law, Seven Witches), basé en Floride. En l'absence de Carey Howe et de Paul Carman, la basse est confiée à Pete Perez (Riot, Spastic Ink), originaire de San Antonio, au Texas, tandis que Mark Smith, originaire d'OC, et Eric Halpern (Destiny's End, Z-Lot-Z), originaire de Houston, apportent leur contribution à l'album en tant que guitaristes. Coproduit par Roberts et Gayer et mixé par Jacob Hansen aux Hansen Studios à Ribe, au Danemark, World Asylum sort au printemps 2006 avec de bonnes critiques et Leatherwolf joue au festival Bang Your Head en Allemagne en juin, avec Paul Carman de retour à la basse pour l'occasion.
Le groupe tourne également un clip promotionnel pour la chanson Behind the Gun avec le réalisateur Karpis Maksudian. Patrick Guyton, ancien membre de Leatherwolf (Hail Mary et Shotgun Messiah), prend la basse pour la participation du groupe au festival ProgPower USA à Atlanta, en Géorgie, fin 2006. Guyton restera bassiste à plein temps.

### Retour avecNew World Asylum
Les membres originaux Carey Howe et Michael Olivieri reviennent en 2007 et Leatherwolf réédite World Asylum avec le chant d'Olivieri à la place de Wade Black sous le nom de New World Asylum, toujours mixé par Hansen. À l'automne 2007, Leatherwolf entame une courte tournée européenne, marquée par une apparition en tête d'affiche à la 9e édition du festival allemand Keep It True. Le guitariste Geoff Gayer est remercié à la fin du voyage et remplacé par Greg Erba, avec qui le groupe tourne un clip vidéo pour Dr Wicked (Rx O.D.), avec Karpis Maksudian à la barre une fois de plus. Ce clip sera inclus dans la compilation vidéo Monsters of Metal Vol. 6 de Nuclear Blast.
À la mi-2009, Leatherwolf annonce l'écriture d'un nouvel album studio et partage l'affiche avec Anthrax, Saxon, Overkill, Anvil et Metal Church au troisième festival annuel Rocklahoma le 9 juillet 2009. L'album solo de Michael Olivieri, Goodbye Rain, sort en décembre 2009.
Début décembre 2013, le groupe annonce la sortie de l'album Unchained Live, le premier à mettre en scène le nouveau duo de guitaristes Rob Math et Greg Erba.
Fin mai 2015, les anciens membres Carey Howe, Geoff Gayer et Wade Black annoncent qu'ils travaillent sur un nouvel album studio de Leatherwolf pour une sortie à la fin de l'automne. Le batteur Dean Roberts et le chanteur/guitariste Michael Olivieri, membres originaux de la formation actuelle du groupe, répliquent en publiant une déclaration revendiquant la propriété légale exclusive du nom Leatherwolf. Howe et Gayer optent finalement pour le nom Haunt of Jackals et sortent leur premier album, The Chosen, en janvier 2017, dans lequel Patrick Guyton s'occupait également des pistes de basse.
Début janvier 2017, le guitariste Joey Tafolla rejoint Leatherwolf à la place de Greg Erba. Le groupe se sépare de Tafolla six mois plus tard en raison de conflits d'horaire, Luke Man, 21 ans, l'ayant remplacé et ayant participé à la tournée britannique de 2017, les premières dates britanniques de Leatherwolf en quelque 28 ans. Le groupe joue son premier concert en Californie du Sud avec Man, désormais membre à part entière du groupe, le 18 novembre au Slidebar à Fullerton CA, partageant l'affiche avec Odin.

### Kill the Hunted(depuis 2019)
Le 11 février 2019, Leatherwolf annonce sur sa page Facebook qu'il s'est séparé du chanteur principal et membre originel Michael Olivieri pour des raisons inconnues. Le 1er août 2019, le groupe présente officiellement Keith Adamiak comme son nouveau chanteur principal, et annonce le retour du guitariste Geoff Gayer et du bassiste Paul Carman, à la place de Luke Man et Patrick Guyton, respectivement. Une toute nouvelle chanson, The Henchman, tirée de leur prochain album studio, dont la sortie est prévue pour le printemps 2020, est publiée sur la chaîne YouTube du groupe.
Le 8 mai 2022, une formation comprenant Keith Adamiak, Rob Math, Luke Man, Dean Roberts, l'ancien guitariste/clavier du Michael Schenker Group Wayne Findlay, et le bassiste remplaçant Brice Snyder, un ancien compagnon de groupe de Man in Railgun, se produit au M3 Festival à Columbia, Maryland, dévoilant la dernière incarnation du groupe,. Le 14 juillet 2022, le groupe publie une vidéo lyrique pour une nouvelle chanson, Hit the Dirt, et annonce également que leur nouvel album, Kill the Hunted, sort plus tard dans l'année. Le 13 septembre 2022, le groupe met en ligne une deuxième vidéo de la chanson The Henchman, dans laquelle Joel Hoekstra, de Whitesnake, joue de la guitare solo, et annonce la sortie de l'album en novembre pour l'Amérique du Nord et du Sud, l'Europe et le Japon. Le nouvel album, enregistré avec l'aide du bassiste de session Barry Sparks, est accompagné d'une vidéo promotionnelle pour le titre Kill the Hunted.
Le 18 juillet 2023, le groupe annonce une date de sortie du 18 août pour l'édition vinyle de Kill the Hunted et présente une vidéo de performance pour le titre bonus du vinyle, Thunder (MMXXII), un remake du titre de l'album Street Ready sorti en 1989, également disponible en tant que single numérique. La sortie de l'album est célébrée par un concert en tête d'affiche le 23 août au Whisky a Go Go à Hollywood, en Californie,.

## Discographie

### Albums studio
- 1984 : Leatherwolf (ri-pubblicato come Endangered Species)
- 1987 : Leatherwolf
- 1989 : Street Ready
- 2006 : World Asylum
- 2007 : New World Asylum

### Albums live
- 1999 : Wide Open
- 2013 : Unchained Live

### Démo
- 1983 : Demo '83
- 2002 : Demo '02
- 2003 : Demo '03
- 2004 : Demo '04

### EP
- 1984 : Leatherwolf
- 1989 : Hideaway
- 1998 : Live

### Singles
- 1987 : Cry Out
- 1987 : The Calling